# Torcé-en-Vallée
Torcé-en-Vallée és un municipi francès situat al departament del Sarthe i a la regió de País del Loira. L'any 2007 tenia 1.150 habitants.

## Demografia

### Població
El 2007 la població de fet de Torcé-en-Vallée era de 1.150 persones. Hi havia 447 famílies de les quals 92 eren unipersonals (46 homes vivint sols i 46 dones vivint soles), 150 parelles sense fills, 174 parelles amb fills i 31 famílies monoparentals amb fills.
La població ha evolucionat segons el següent gràfic:
Habitants censats

### Habitatges
El 2007 hi havia 547 habitatges, 457 eren l'habitatge principal de la família, 61 eren segones residències i 29 estaven desocupats. 534 eren cases i 5 eren apartaments. Dels 457 habitatges principals, 359 estaven ocupats pels seus propietaris, 92 estaven llogats i ocupats pels llogaters i 7 estaven cedits a títol gratuït; 1 tenia una cambra, 25 en tenien dues, 87 en tenien tres, 128 en tenien quatre i 216 en tenien cinc o més. 339 habitatges disposaven pel capbaix d'una plaça de pàrquing. A 154 habitatges hi havia un automòbil i a 270 n'hi havia dos o més.

### Piràmide de població
La piràmide de població per edats i sexe el 2009 era:
| Homes | Edats   | Dones |
| ----- | ------- | ----- |
| 0     | 95 o +  | 4     |
| 4     | 90 a 94 | 4     |
| 4     | 85 a 89 | 0     |
| 8     | 80 a 84 | 16    |
| 8     | 75 a 79 | 0     |
| 28    | 70 a 74 | 24    |
| 28    | 65 a 69 | 28    |
| 36    | 60 a 64 | 24    |
| 32    | 55 a 59 | 20    |
| 20    | 50 a 54 | 24    |
| 44    | 45 a 49 | 12    |
| 40    | 40 a 44 | 40    |
| 28    | 35 a 39 | 32    |
| 16    | 30 a 34 | 20    |
| 36    | 25 a 29 | 32    |
| 12    | 20 a 24 | 4     |
| 16    | 15 a 19 | 32    |
| 44    | 10 a 14 | 24    |
| 24    | 5 a 9   | 24    |
| 12    | 0 a 4   | 20    |

## Economia
El 2007 la població en edat de treballar era de 718 persones, 568 eren actives i 150 eren inactives. De les 568 persones actives 529 estaven ocupades (291 homes i 238 dones) i 38 estaven aturades (14 homes i 24 dones). De les 150 persones inactives 80 estaven jubilades, 35 estaven estudiant i 35 estaven classificades com a «altres inactius».

### Ingressos
El 2009 a Torcé-en-Vallée hi havia 490 unitats fiscals que integraven 1.256 persones, la mediana anual d'ingressos fiscals per persona era de 17.474 €.

### Activitats econòmiques
Dels 38 establiments que hi havia el 2007, 1 era d'una empresa extractiva, 1 d'una empresa alimentària, 3 d'empreses de fabricació d'altres productes industrials, 6 d'empreses de construcció, 11 d'empreses de comerç i reparació d'automòbils, 4 d'empreses de transport, 3 d'empreses d'hostatgeria i restauració, 1 d'una empresa d'informació i comunicació, 1 d'una empresa financera, 1 d'una empresa immobiliària, 3 d'empreses de serveis i 3 d'empreses classificades com a «altres activitats de serveis».
Dels 14 establiments de servei als particulars que hi havia el 2009, 1 era una oficina de correu, 2 tallers de reparació d'automòbils i de material agrícola, 1 guixaire pintor, 1 fusteria, 1 lampisteria, 2 electricistes, 1 empresa de construcció, 2 perruqueries, 2 restaurants i 1 agència immobiliària.
Dels 2 establiments comercials que hi havia el 2009, 1 era una botiga de menys de 120 m² i 1 una fleca.
L'any 2000 a Torcé-en-Vallée hi havia 27 explotacions agrícoles que ocupaven un total de 1.079 hectàrees.

## Equipaments sanitaris i escolars
El 2009 hi havia una escola elemental.

## Poblacions més properes
El següent diagrama mostra les poblacions més properes.